# Ludovic Fabregas
Ludovic Fabregas (Perpignan, 1 de julho de 1996) é um handebolista profissional francês, medalhista olímpico

## Carreira
Ludovic Fabregas integrou a Seleção Francesa de Handebol no Rio 2016, conquistando a medalha de prata.